# Toninho de Souza
Antonio Alves de Souza, (Riachão das Neves, 24 de novembro de 1951), é um artista plástico brasileiro radicado no Distrito Federal conhecido como Toninho de Souza.
É um artista versátil  (pintura e escultura).
Sua primeira exposição foi em 1969 em Sobradinho - DF.
Em 1981, ganha seu primeiro prêmio participando do III Salão Naval de Artes Plásticas do Distrito Federal.
De 1983 a 1996 expõe individualmente em Belo Horizonte, Goiânia, Curitiba, Joinville e São Paulo.
No ano 2000 recebe a Comenda Cultural do Distrito Federal pela Secretaria de Cultura.
Em  novembro  de 2010 participa da mostra  Galeria CAIXA Brasil no Memorial à República de Maceió, Alagoas. (Comemorativa aos 150 anos da Caixa Econômica Federal)
Livros que publicaram suas obras: Anuário Latino Americano de Las Artes Plasticas 86 – Correo Editorial – 1ª Edição, São Paulo – 1986; Os vários Perfis da Arte Brasileira, Gonzales, Ledy Mendes – Rio de Janeiro. RBM Editora – 1997; Anuario Brasileiro de Artes Plásticas Volume V. Roma Internacional Editora, 2006.